# الزعلاء (مناخة)

تعديل مصدري - تعديل

الزعلاء هي إحدى قرى عزلة متوح بمديرية مناخة التابعة لمحافظة صنعاء، بلغ تعداد سكانها 742 نسمة حسب تعداد اليمن لعام 2004.